# Werner Hettich
Werner Hettich (* 12. März 1946; † 21. August 2021) war ein deutscher Ringer. Er war Vize-Europameister 1969 im griechisch-römischen Stil im Federgewicht.

## Werdegang
Hettich stammte aus dem südbadischen Vörstetten. Er begann beim dortigen Athletikverein als Jugendlicher mit dem Ringen. Während seiner ganzen Laufbahn konzentrierte er sich dabei nicht auf eine Stilart, sondern betätigte sich in beiden Stilarten, griechisch-römischer und freier Stil. Im Jahre 1963 wurde er deutscher Jugendmeister im griechisch-römischen Stil in der Klasse bis 57 kg Körpergewicht, dem er im Jahre 1964 den im freien Stil in derselben Gewichtsklasse folgen ließ.
Auch in der nächsten Altersgruppe, den Junioren, war er bei den deutschen Meisterschaften erfolgreich. Zwar belegte er bei der deutschen Juniorenmeisterschaft 1965 im griechisch-römischen Stil im Bantamgewicht hinter Eduard Schwaben aus Aschaffenburg nur den zweiten Platz, dafür gewann er ein Jahr später, 1966, den Juniorentitel im freien Stil im Federgewicht.
1966 war Hettich auch schon bei den Senioren sehr erfolgreich. Er wurde sowohl im griechisch-römischen Stil als auch im freien Stil deutscher Meister im Federgewicht. Im Verlaufe seiner weiteren Karriere, in der er 1968 zum Bundesligisten AV Freiburg-St. Georgen wechselte, gewann er noch vier weitere deutsche Meistertitel, drei im griechisch-römischen Stil und einen im freien Stil.
Die internationale Ringerkarriere von Hettich begann ebenfalls schon im Jahre 1966. Er belegte in diesem Jahr bei den Europameisterschaften in Karlsruhe im freien Stil den 12. Platz. In den nächsten Jahren war er noch einige Male bei Welt- und Europameisterschaften am Start. Er platzierte sich dabei zwischen den Plätzen 5 (Weltmeisterschaft 1969, freier Stil in Mar del Plata) und 9 (Europameisterschaft 1968 im griechisch-römischen Stil in Västerås). Das beste Ergebnis seiner Laufbahn erzielte er bei der Europameisterschaft 1969 in Modena, wo die starken Ringer aus den Ostblockstaaten fehlten, weil sich der italienische Staat weigerte die Flagge der DDR zu hissen. Er nutzte diese Gelegenheit zu seinen Gunsten und belegte in Modena mit fünf Siegen einen hervorragenden 2. Platz. Lediglich im Finale musste er sich dem Türken Metin Alakoç geschlagen geben.
Bei der Europameisterschaft 1972 in Kattowitz verletzte er sich nach seinen ersten drei Kämpfen so schwer, dass er das Turnier aufgeben musste und auch die nachfolgenden Qualifikationsturniere für die Olympischen Spiele nicht bestreiten konnte.
Nach dieser Enttäuschung beendete Werner Hettich seine Ringerlaufbahn.

## Internationale Erfolge
(WM = Weltmeisterschaft, EM = Europameisterschaft, GR = griechisch-römischer Stil, F = freier Stil, Bantamgewicht, damals bis 57 kg, Federgewicht, damals bis 62 kg, Leichtgewicht, damals bis   68 kg Körpergewicht)
| Jahr | Platz | Wettbewerb                        | Stil | Gewichtsklasse | |
| 1966 | 12.   | EM in Karlsruhe                   | F    | Feder          | nach Niederlagen gegen Jozsef Kellermann, Ungarn u. Elkan Tedejew, UdSSR |
| 1967 | 4.    | Turnier in Klippan/Schweden       | F    | Feder          | hinter Leif Freij, Schweden, Korzen, Polen u. Jürgen Schaarschmidt, DDR |
| 1968 | 9.    | EM in Västerås                    | GR   | Feder          | mit Siegen über Imre Baracsi, Ungarn u. Leonard Dutz, Belgien u. Niederlagen gegen Juri Grigorjew, UdSSR u. Martti Laakso, Finnland                                                                 |
| 1968 | 8.    | EM in Skoplje                     | F    | Feder          | mit einem Sieg über Tadeusz Godyn, Polen u. Niederlagen gegen Hans-Jürgen Luczak, DDR u. József Rusznyák, Ungarn                                                                                    |
| 1969 | 2.    | EM in Modena                      | GR   | Feder          | mit Siegen über Harry van Langhedem, Belgien, Slawko Koletic, Jugoslawien, Jakob Tanner, Schweiz, Michele Toma, Italien u. Roland Svensson, Schweden u. einer Niederlage gegen Metin Alakoç, Türkei |
| 1969 | 7.    | WM in Mar del Plata               | GR   | Feder          | mit einem Sieg über Carlos Torres, Argentinien u. Niederlagen gegen Roman Rurua, UdSSR u. James Hazewinkel, USA                                                                                     |
| 1969 | 5.    | WM in Mar del Plata               | F    | Feder          | mit Siegen über Wilfredo Benitez, Ecuador u. Bill Jensen, Kanada u. Niederlagen gegen Takeo Moreta, Japan und Enju Todorow, Bulgarien                                                               |
| 1970 | 5.    | Turnier in Klippan                | GR   | Feder          | hinter Tulupow u. Schepkow, bde. UdSSR, Davidsen, Norwegen u. Ralf Schröter, DDR |
| 1970 | 7.    | WM in Edmonton                    | GR   | Feder          | mit einem Sieg über Francesco Scuderi, Italien u. Niederlagen gegen Martti Laakso u. Hideo Fujimoto, Japan                                                                                          |
| 1971 | 3.    | Turnier in Klippan                | GR   | Feder          | hinter Heinz-Helmut Wehling, DDR u. Mubarjamow, UdSSR |
| 1972 | 1.    | Turnier in Fredriksvaerk/Dänemark | GR   | Feder          | vor Poul Henriksen u. Rene Köhn, bde. Dänemark |
| 1972 | unpl. | EM in Kattowitz                   | GR   | Feder          | nach Siegen über Michel Ballery, Frankreich, Poul Henriksen u. Ralf Schröter Aufgabe wegen Verletzung                                                                                               |

## Länderkämpfe
- 1967, Bundesrepublik Deutschland gegen Schweden, F, Fe, Punktniederlage gegen Johansson,
- 1967, Rumänien gegen Bundesrepublik Deutschland, F, Fe, Unentschieden gegen Gheorghe,
- 1967, Rumänien gegen Bundesrepublik Deutschland, GR, Fe, Aufgabesieg gegen Bolocan,
- 1968, Rumänien gegen Bundesrepublik Deutschland, F, Fe, Punktsieg über Alionescu,
- 1968, Rumänien gegen Bundesrepublik Deutschland, F, Fe, Punktsieg gegen Popa,
- 1968, Bundesrepublik Deutschland gegen Italien, F, Fe, Punktsieg über Arcangelo Patrono,
- 1968, Bundesrepublik Deutschland gegen Jugoslawien, F, Fe, Punktsieg über Marinko,
- 1968, Bundesrepublik Deutschland gegen Österreich, F, Fe, Schultersieg über Mollich,
- 1968, Bundesrepublik Deutschland gegen Schweiz, F, Fe, Schultersieg über Steiger,
- 1970, Bundesrepublik Deutschland gegen Polen, GR, Fe, Punktniederlage gegen Kazimierz Lipień

## Deutsche Meisterschaften
- 1966, 1. Platz, GR, Fe, vor Fritz Hagen, ASV Nendingen und Bernd Fleig, SV Freiburg-Haslach
- 1966, 1. Platz, F, Fe, vor Fritz Schrader, KSV Witten und Berthold Oßwald, Stuttgart-Münster,
- 1967, 2. Platz, GR, Fe, hinter Fritz Schrader und vor Otto Mink, Frankfurt am Main 86,
- 1967, 2. Platz, F, Fe, hinter Fritz Schrader und vor Waldemar Schöffler, SV Freiburg-Haslach,
- 1968, 2. Platz, GR, Fe, hinter Fritz Schrader und vor Bernd Fleig, VfK Schifferstadt (Wechsel vom SV FR-Haslach)
- 1968, 1. Platz, F, Fe, vor Fritz Schrader und Bruno Steinmetz, ASV Mainz 1888,
- 1969, 1. Platz, GR, Fe, vor Bernd Fleig, VfK Schifferstadt und Otto Mink,
- 1970, 1. Platz, GR, Fe, vor Bernd Fleig und Eduard Schwaben, Aschaffenburg,
- 1973, 1. Platz, GR, Fe, vor Harald Buchfink, ASV Daxlanden und Alfons Sahner, KSV Hüttigweiler,
- 1973, 2. Platz, F, Le, hinter Klaus Rost, KSV Witten und vor Gerhard Weisenberger, SV Aschaffenburg-Damm,
- 1974, 3. Platz, F, Fe, hinter Eduard Giray, AV Freiburg St.-Georgen und Reiner Brockhoff, KSV Witten

## Weblink
- Profil von Werner Hettich bei United World Wrestling